# Stiftsmuseum Millstatt

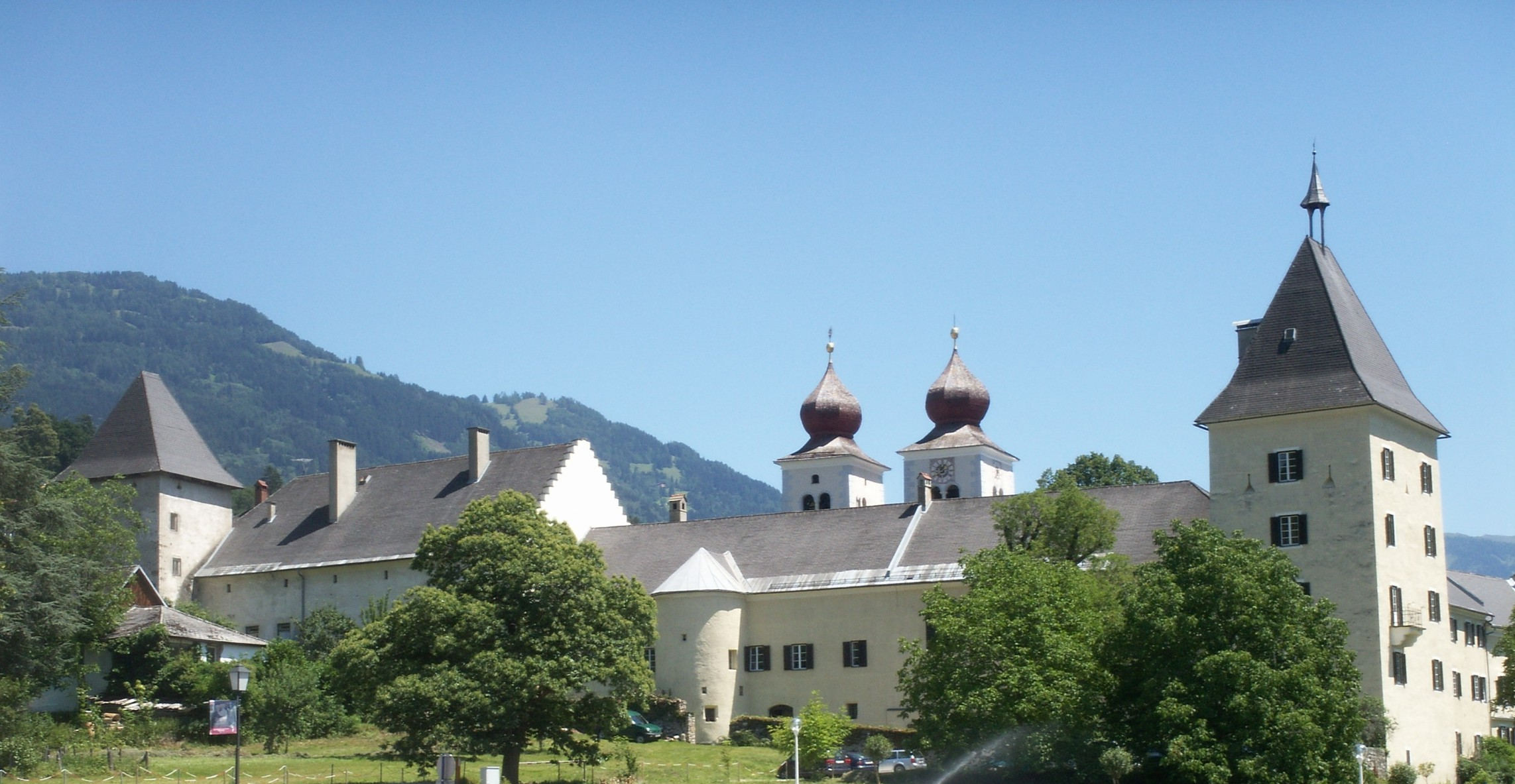
Stift Millstatt (Westansicht)

Das Stiftsmuseum Millstatt ist ein in Millstatt am Millstätter See liegendes Museum, das sich mit der Geschichte des Stifts Millstatt und seinem ehemaligen Herrschaftsgebiet in Oberkärnten/Österreich sowie dem Oberkärntner Bergbau beschäftigt. Das von Mai bis September geöffnete Museum ist über die B 98 erreichbar (Entfernung zur Tauern Autobahn (A 10) / Knoten Spittal-Millstätter See 9 km).

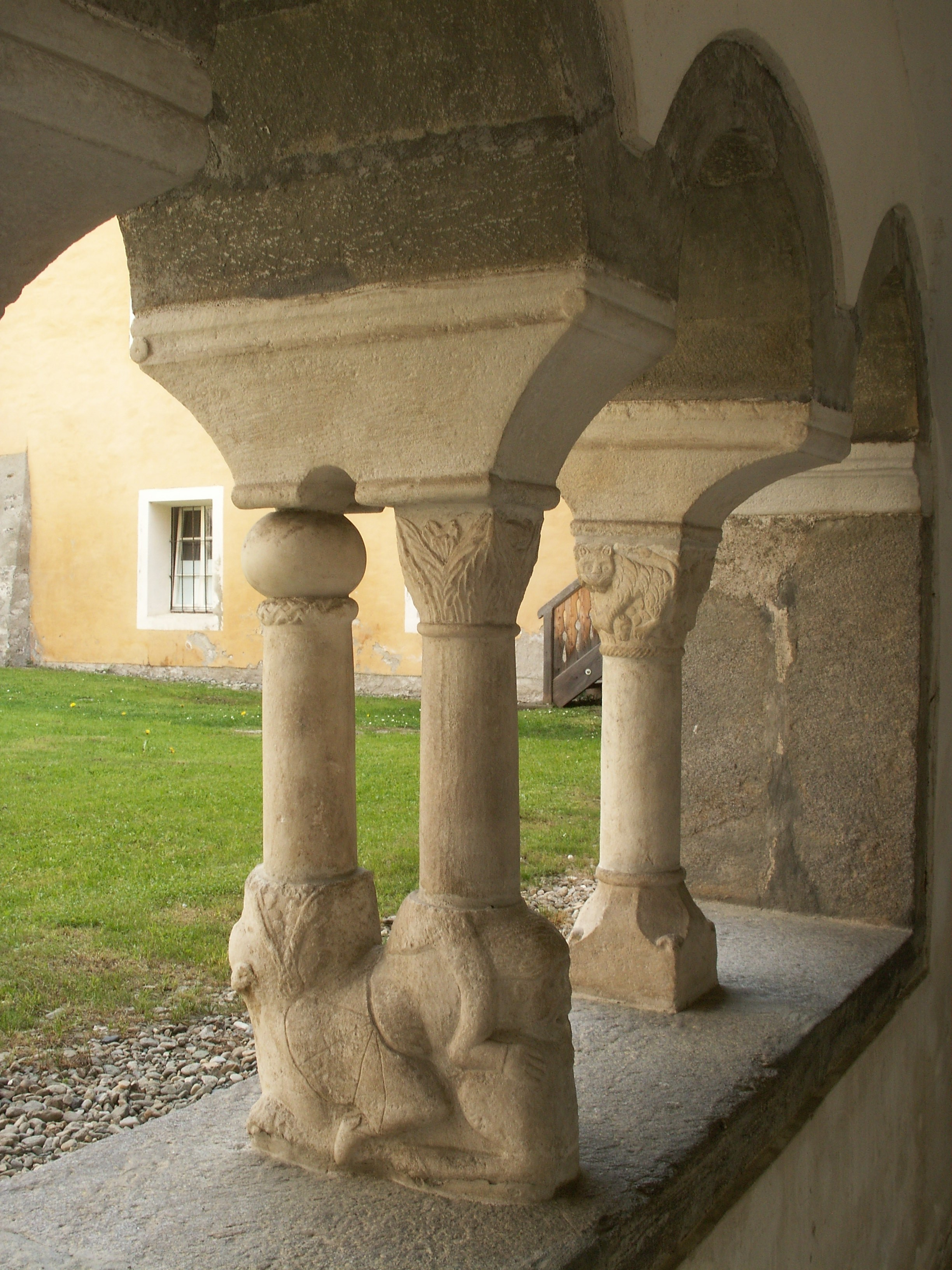
Kreuzgang

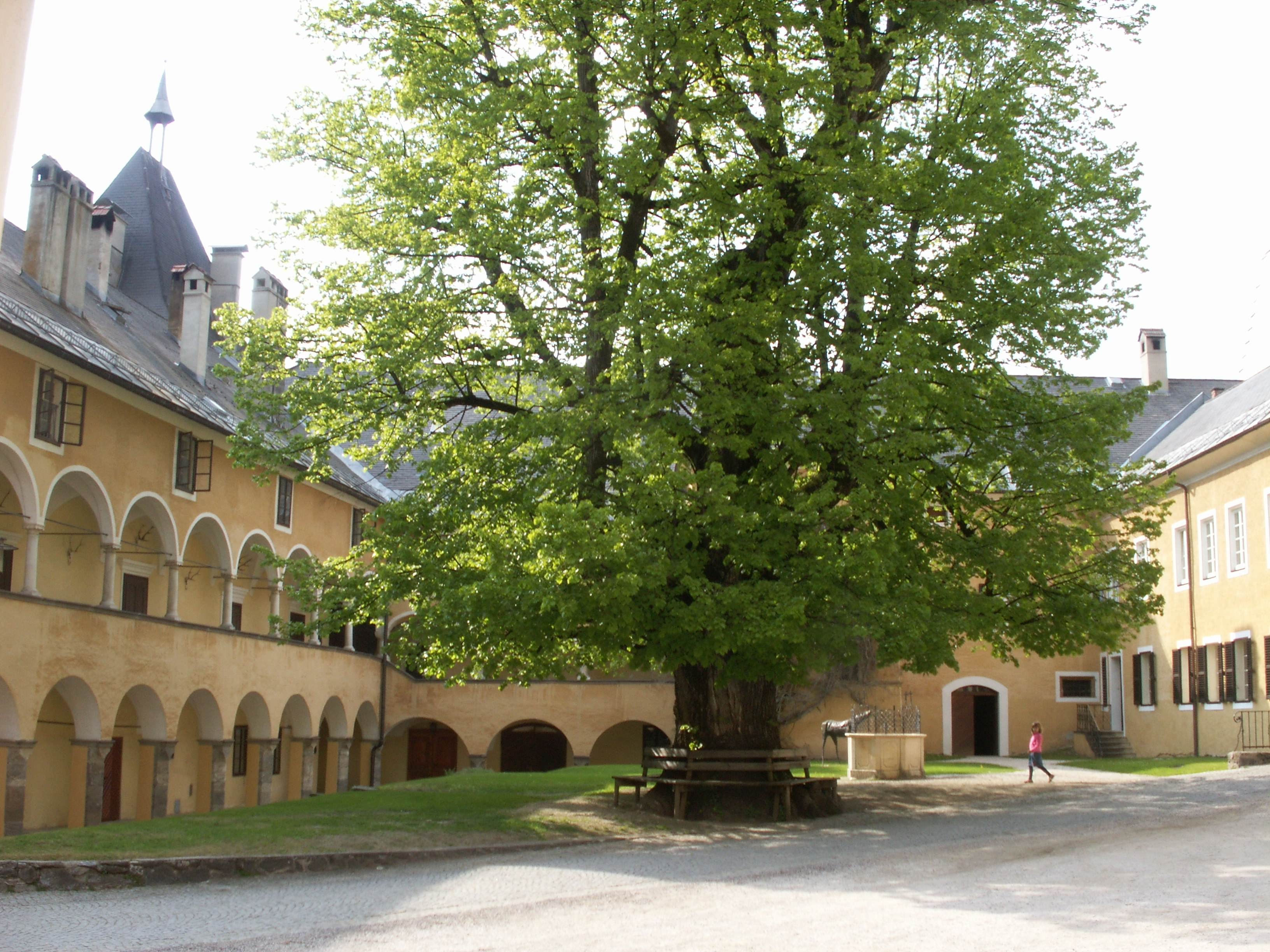
Ausblick vom Eingang des Stiftsmuseums

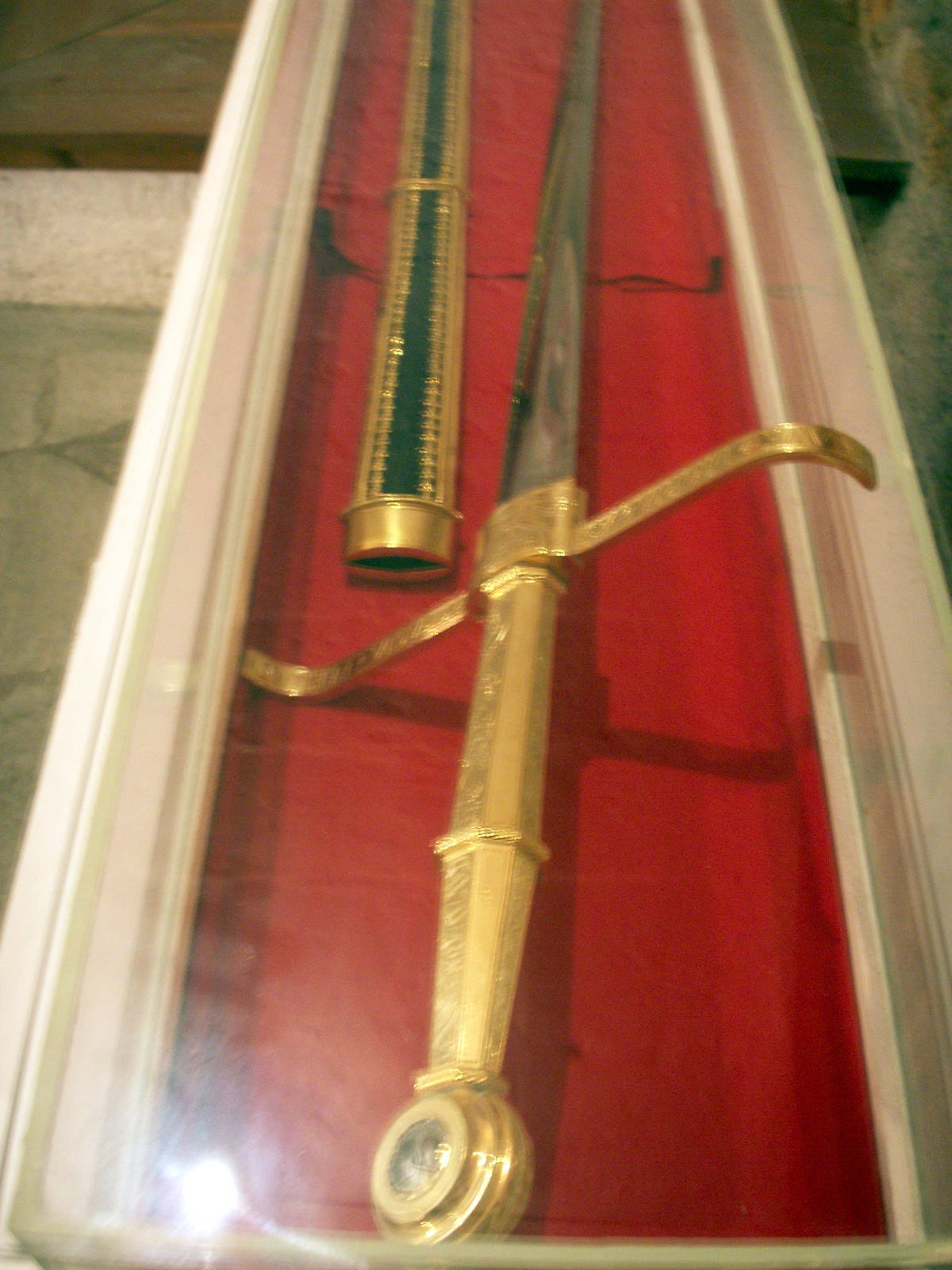
Amts- und Zeremonienschwert des ersten Hochmeisters Johann Siebenhirter. Inschrift: „AVE MARIA GRACIA PLENA“. Kopie

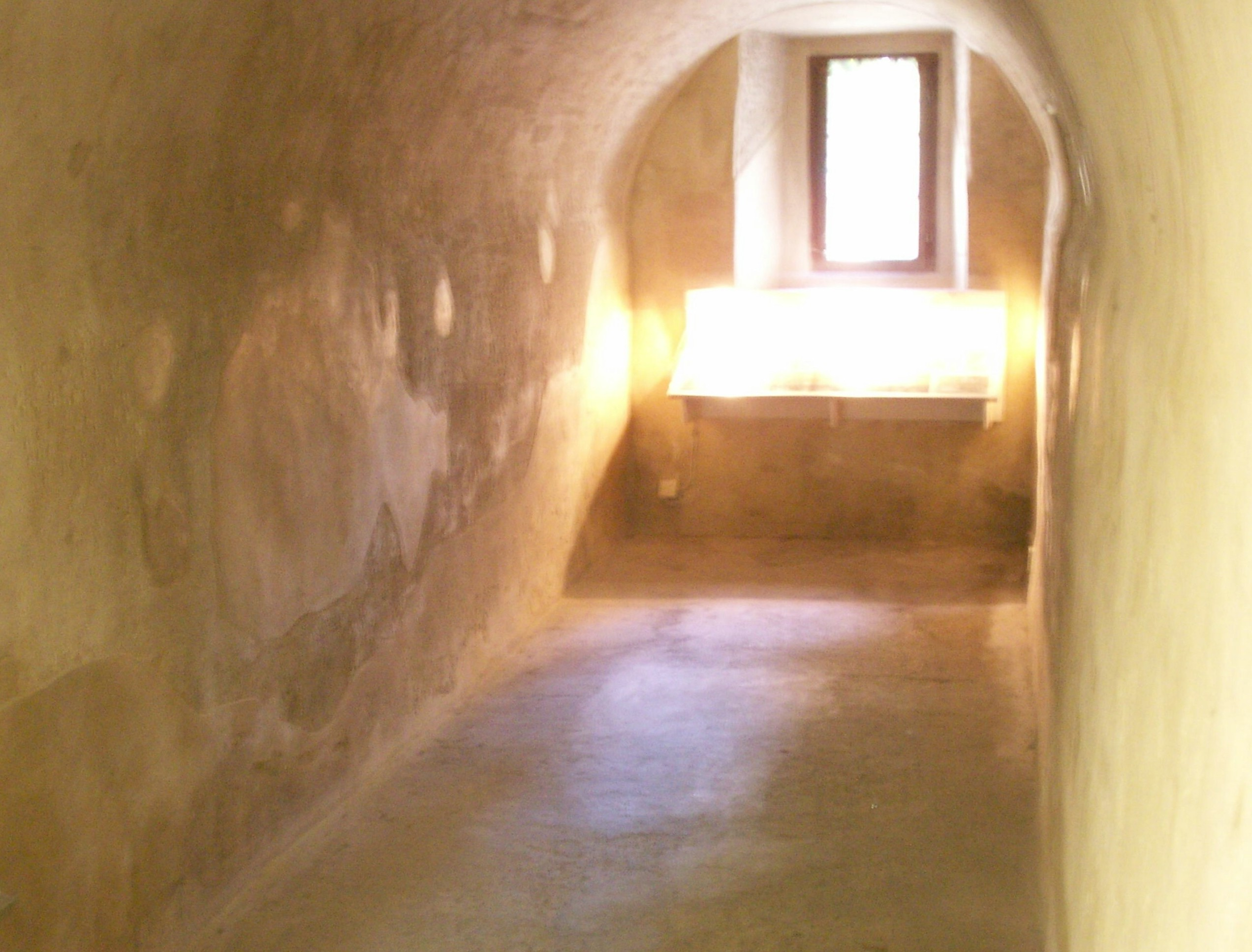
Kerkerzelle mit Inschriften

Das Stiftsmuseum ist in mehreren Räumen unmittelbar um den romanischen Kreuzgang des um 1070 gegründeten Klosters untergebracht. Stiftskirche, historischer Ortskern und Seeufer befinden sich in unmittelbarer Umgebung. Das Museum, 1981 vom aus Millstatt stammenden Franz Nikolasch gegründet, bietet einen umfassenden Überblick der Geschichte Millstatts, seiner Umgebung und mit Millstatt in Verbindung stehenden Kulturgütern. Gezeigt bzw. dokumentiert werden die frühesten Oberkärntner Siedlungsspuren aus der Jungsteinzeit (ca. 4000 v. Chr.) wie die Feuersteinklinge von Sappl am Millstätter Berg oder die Wohngrube am Schanzpichl bei Lammersdorf. Aus der Bronze- und Eisenzeit sind ebenfalls Funde z. B. von der Millstätter Alpe vorhanden. Zur Römerzeit lag das Millstätter Gebiet im unmittelbaren Einzugsbereich der Stadt Teurnia bei St. Peter im Holz (Lendorf). Im Museum befinden sich auch zwei außergewöhnlich gut erhaltene Türschwellen aus Marmor, Reste einer in Dellach gefundenen luxuriösen römischen Villa mit rotgrüner Wandbemalung und einer Hypokaustheizung.  Von den Ausgrabungen einer frühchristlichen Kirche in Laubendorf stammt der älteste erhaltene Kelch Österreichs (Kupfer versilbert, 5. Jh.). Aus slawischer Zeit stammen die Festungsreste am Hochgosch beim Egelsee.
Ein Schwerpunkt ist dem als Heiliger verehrten Domitian von Kärnten gewidmet, einem zur Zeit Kaiser Karls des Großen lebenden slawischen Stammesführer, der ein in Millstatt bestehendes heidnisches Heiligtum mit zahlreichen Götterstatuen („mille statuae“) in eine christliche Kirche umwandelte. Ein seltener romanischer Reliquienschrein aus der Zeit um 1130/40 blieb erhalten. Von besonderer Bedeutung sind die romanischen Bildhauerarbeiten am Hauptportal der Kirche und im Kreuzgang des Benediktinerklosters, das mit dem Neubau von Kloster und Kirche in der ersten Hälfte des 12. Jahrhunderts eine Blütezeit erreichte. In der zweiten Hälfte des 12. Jahrhunderts war in Millstatt eine Schreibwerkstatt, aus der zahlreiche bedeutende Handschriften hervorgingen, unter anderem die berühmte Millstätter Handschrift bestehend aus Genesis, Exodus und Physiologus. In zahlreichen Faksimile-Blättern wird im Stiftsmuseum diese Sammelhandschrift, die zu den wichtigsten frühmittelhochdeutschen Werken Österreichs gehört, gezeigt. Weitere faksimiliert ausgestellte Werke sind die Millstätter Riesenbibel (11. Jahrhundert), das Millstätter Sakramentar (1170) und der Millstätter Psalter (1170). Von 1440/50 stammt ein gotisches Tafelbild mit der heiligen Katharina, vermutlich Teil eines Flügelaltars der Stiftskirche von Millstatt.
Aus der Zeit des St. Georgs-Ritterordens, der 1469 das Kloster übernahm, werden zahlreiche Kunstwerke gezeigt. Das sind unter anderem Faksimiles einer Reihe von kostbaren Handschriften wie das Gebetbuch des Johann Siebenhirter mit besonders qualitätsvollen Miniaturen, das prunkvolle Antiphonar des Ordens sowie bedeutende Inkunabeln aus der Frühzeit des Buchdrucks und vor allem das berühmte Gebetbuch Kaiser Maximilians I. mit Federzeichnungen von A. Dürer, A. Altdorfer und L. Cranach. 1495 schenkte Graf Leonhard von Görz nach dem Tode seiner Gattin Paola Gonzaga die von Andrea Mantegna entworfenen Brauttruhen dem St. Georgs-Ritterorden zu Millstatt, wobei eine dieser Truhen im Museum ausgestellt ist. Ebenfalls zu besichtigen ist das Amts- und Zeremonienschwert des ersten Hochmeisters Johann Siebenhirter (süddeutsch, 1499). Das Original befindet sich im Landesmuseum Klagenfurt. Weiters finden sich im Museum liturgische Gegenstände aus Obermillstatt und Matzelsdorf.
Ein Kerkerraum, der besichtigt werden kann, hat an den Wänden Kritzelinschriften, die aus der Zeit zwischen 1525 und 1550 vermutlich von Gefangenen der radikal-reformatorischen Täuferbewegung stammen. 1598 übernahm der Jesuitenorden die Herrschaft Millstatt. Aus dieser Zeit stammen kostbare Paramente und liturgische Geräte. 1773 wurde der Jesuitenorden aufgehoben, der gesamte Besitz ging in staatliche Verwaltung über und führte zum Verlust bedeutender Kulturgüter.
Eine Museums-Abteilung gibt einen Überblick über die Mineralien, Erzvorkommen sowie Bergwerksanlagen und Verarbeitungsstätten im Oberkärntner Raum vom 15. bis zum 19. Jahrhundert mit zahlreichen Grubenkarten und Plänen. Besonders bedeutsam sind Mineralienfunde vom Südufer des Millstättersees, die u. a. österreichische und europäische Erstfunde darstellen. Ausführlich dargestellt wird der Magnesitbergbau auf der Millstätter Alpe.